# Senat Haiti
Senat Haiti (fr. Sénat, hat. Sena) – izba wyższa bikameralnego parlamentu Haiti.

## Historia
Senat powstał w grudniu 1806 roku. Pierwotnie składał się z 24 senatorów, którzy zasiadali w budynku na skrzyżowaniu rue de Rohan i rue des Miracles. W 1807 roku siedziba została przeniesiona do Léogane, w kolejnych latach ponownie została przeniesiona do Port-au-Prince.
Między 1957, a 1961 rokiem wraz z nadejściem dyktatury François Duvalier, Senat został usunięty, a w jego miejsce utworzono jednoizbowy parlament. Ponownie został utworzony dopiero w 1987 roku, wraz z przyjęciem nowej konstytucji.

## System elekcyjny
Senat republiki składa się z trzydziestu senatorów, wybieranych na sześć lat w powszechnych wyborach bezpośrednich. W wyborach do senatu istnieje 10 okręgów wyborczych.

### Bierne prawo wyborcze
Bierne prawo wyborcze otrzymują osoby, które:
- osiągnęły wiek 30 lat w momencie rejestracji;
- są z urodzenia obywatelami Haiti;
- posiadają pełne prawa obywatelskie i polityczne;
- są zameldowane w danym okręgu wyborczym od co najmniej dwóch lat;
- nie są skazane lub ubezwłasnowolnione;
- nie są członkami komisji wyborczych.

### Czynne prawo wyborcze
Czynne prawo wyborcze otrzymują osoby, które:
- osiągnęły wiek 18 lat;
- są obywatelami Haiti;
- posiadają pełne prawa obywatelskie i polityczne;
- nie są skazane lub ubezwłasnowolnione.

## Obecna kadencja
Ostatnie wybory do Senatu odbyły się 20 listopada 2016 (pierwsza tura) i 29 stycznia 2017 (druga tura). Wybrano 28 z 30 senatorów, w tym tylko jedną kobietę. Tym samym, procent kobiet w senacie wyniósł 3,57%.
Większość zdobyła Haitańska Partia „Łysa Głowa” uzyskując 9 mandatów.

### Podział mandatów
| Partia/grupa w senacie                                                        | Ilość mandatów |
| ----------------------------------------------------------------------------- | -------------- |
| Haitańska Partia „Łysa Głowa” (Parti haïtien Tèt Kale, PHTK)                  | 9              |
| Prawda (Vérité)                                                               | 3              |
| Konwencja na rzecz Jedności Demokratycznej (Konvansyon Inite Demokratik, KID) | 2              |
| Tarcza (Bouclier)                                                             | 2              |
| Haiti w Działaniu (Ayiti an aksyon, AAA)                                      | 2              |
| Związek Haitańskich Patriotów (RPH)                                           | 1              |
| Konsorcjum (Consortium)                                                       | 1              |
| Rodzina „Lavalas” (Fanmi Lavalas, FL)                                         | 1              |
| Pou nou tout (PONT)                                                           | 1              |
| Jedność Patriotyczna (Inite Patriyotik, IP)                                   | 1              |
| Pitit Dessalines (PD)                                                         | 1              |
| Organizacja Walczącego Narodu (Organisation du Peuple en Lutte, OPL)          | 1              |
| Dessalines League (LIDE)                                                      | 1              |
| Konbit Nasyonal (KONA)                                                        | 1              |
| Niezależni                                                                    | 1              |
| Razem                                                                         | 28             |

### Prezydium
- Przewodniczący[6]: Pierre François Sildor
- Wiceprzewodniczący[7]: Jean-Marie Salomon
- I Sekretarz[6]: Wanique Pierre
- II Sekretarz[7]: Willot Joseph
- Kwestor[6]: Jean Marie Ralph Féthière

## Siedziba
Senat obraduje w Palais Législatif mieszczącym się przy Avenue Marie Jeanne, Bicentenaire w Port-au-Prince.